# Jereka
Jereka je naselje u slovenskoj Općini Bohinju. Jereka se nalazi u pokrajini Gorenjskoj i statističkoj regiji Gorenjskoj. 

## Stanovništvo
Prema popisu stanovništva iz 2002. godine naselje je imalo 212 stanovnika.